# Interstate 175
Pour les articles homonymes, voir I-175 et Route 175.
L'interstate 175 (I-175) est une autoroute inter-États de l'ouest de la Floride, dans la grande région de Tampa. Elle est plus précisément située dans la ville de St. Petersburg, au sud-ouest de Tampa. L'I-175 est une courte autoroute auxiliaire de l'I-275, principale autoroute entre Tampa et St. Petersburg, qui relie l'autoroute au sud du centre-ville de St. Petersburg. Elle forme avec son autoroute jumelle, l'I-375, la principale autoroute collectrice au centre de St. Petersburg. Elle mesure 2,06 kilomètres (1,29 mile).

## Tracé
En direction est, elle débute sur l'échangeur en T semi-directionnel avec l'I-275 et se dirige vers l'est en passant au sud du Tropical Field, un stade, pour continuer sa route vers l'est en possédant des sorties vers les 9th et 6th Street. Alors qu'elle approche du centre de la ville, elle tourne vers le sud-est pour se terminer à l'intersection de la 5th Avenue et de la 4th Street (routes 594 et 687 de Floride). La 5th Avenue relie ensuite le terminus est de l'I-175 jusqu'au bord de la baie de Tampa.
En direction ouest, elle débute sur la 594 direction sud en empruntant une bretelle qui courbe vers l'ouest entre les 4th et 5th Avenue. Elle ne possède aucune sortie durant son tracé vers l'ouest, mais que des entrées (6th Street et 9th Street). Elle se termine au sud du Tropical Field, à l'échangeur avec l'Interstate 275, vers Tampa (nord) ou Bradenton (sud)

## Histoire
L'autoroute devait originellement faire partie de la Pinellas Belt Expressway, qui aurait continué à l'ouest du terminus ouest de l'I-175 actuelle sur l'I-275. Cette autoroute fut planifiée en 1974, mais fut annulée vers la fin des années 1970 dû à l'opposition locale. L'I-175 fut quant à elle construite entre 1977 et 1980 et ouvrit le 23 avril 1980, pour un coût total de 5,5 millions $ (environ 15 millions $ en 2025).
Lorsque l'I-75 fut relocalisée vers le début des années 1980 pour passer à l'est du grand Tampa, 8 kilomètres d'autoroute inter-États devinrent disponible, ce qui fit que les sections des Interstates 175 et 375 (autoroute jumelle de l'I-175) furent améliorées pour atteindre les standards autoroutiers.

## Liste des sorties
Toutes les sorties sont non-numérotées.
| Interstate 175 |                |      |      |                                                                      |                                                                    |
| Comté          | Municipalité   | mi   | km   | Intersections / Destinations                                         | Notes                                                              |
| Pinellas       | St. Petersburg | 0,00 | 0,00 | I-275 – Bradenton, Tampa                                             | Terminus ouest; sortie 22 de l'I-275                               |
| Pinellas       | St. Petersburg | 0,79 | 1,26 | M. L. King Jr. Street South / 8th Street South                       | Sortie direction est, entrée direction ouest                       |
| Pinellas       | St. Petersburg | 1,09 | 1,75 | 6th Street South                                                     | Sortie direction est, entrée direction ouest                       |
| Pinellas       | St. Petersburg | 1,29 | 2,07 | 4th Street South                                                     | Terminus est de l'I-175; SR 594 continue (direction est seulement) |
| Pinellas       | St. Petersburg | 1,37 | 2,21 | SR 687 (en) nord (3rd Street South) – Centre-ville de St. Petersburg |                                                                    |
|                |                |      |      |                                                                      |                                                                    |